# Torre ARAG
La torre ARAG (anche ARAG Tower o ARAG Turm) è un grattacielo di Düsseldorf; ospita gli uffici del quartier generale della compagnia di assicurazioni ARAG a Mörsenbroich, un distretto della città di Düsseldorf.
Il progetto è stato curato in collaborazione dagli studi di architettura Foster and Partners e Rhode Kellermann Wawrowsky; la realizzazione dell'opera ed il project management sono stati affidati alla Hochtief AG. La costruzione è avvenuta tra il 1998 ed il 2001 con un costo finale di 46 milioni di euro.
Con 125 metri di altezza la torre è il più alto edificio abitabile di Düsseldorf, secondo considerando la torre di comunicazione Rheinturm, struttura non abitabile.